# 潘诚
潘诚（14世纪—1362年？），绰号破头潘，元朝末年北方红巾军将领。
潘诚是刘福通部将。元顺帝至正十七年（韩林儿龙凤三年，1357年），潘诚与关铎等人奉韩林儿大宋政权命令，领兵北伐元朝大都，攻入山西。至正十八年（韩林儿龙凤四年，1358年），攻克元上都。至正十九年（韩林儿龙凤五年，1359年），破头潘攻破辽阳。至正二十一年（韩林儿龙凤七年，1361年），潘诚与关铎率领红巾军进入元朝的属国高丽。至正二十二年（韩林儿龙凤八年，1362年）正月，在高丽被击败，回到辽阳行省，四月，被元军俘获。其后事迹不详。